# Dear My Friend
Dear My Friend是日本樂隊Every Little Thing第三張單曲作品，為Every Little Thing的代表作之一。

## 關於
- 日本電視廣告Slim Beauty House的廣告歌。
- 於第39屆日本唱片大獎得到「優秀作品獎」的成積。
- 這首歌原本是預定提供給其他歌手唱的。
- 其實My Dear Friend才是正確的英文文法。
- 在唱這首歌時，持田有時會把麥克風指向在場觀眾，讓觀眾和她一同演唱。

## 收錄曲
1. Dear My Friend
第一張専輯「everlasting」、精選集「Every Best Single +3」均有收錄這首歌。
2. Dear My Friend (U.K Mix)
3. Dear My Friend (Instrumental)